# Джон Міллен (яхтсмен)
Джон Міллен (англ. John Millen, 18 жовтня 1960) — канадський яхтсмен.
Бронзовий призер Олімпійських Ігор 1988 року в класі Летючий голандець.